# Кубинский диалект лезгинского языка
Губинский диалект лезгинского (лезг. Къуба нугъат, азерб. Ləzgi dilinin Quba ləhcəsi) — диалект лезгинского языка, входящий в губинское наречие, распространён на севере Губинского района Азербайджанской республики.

## Классификация

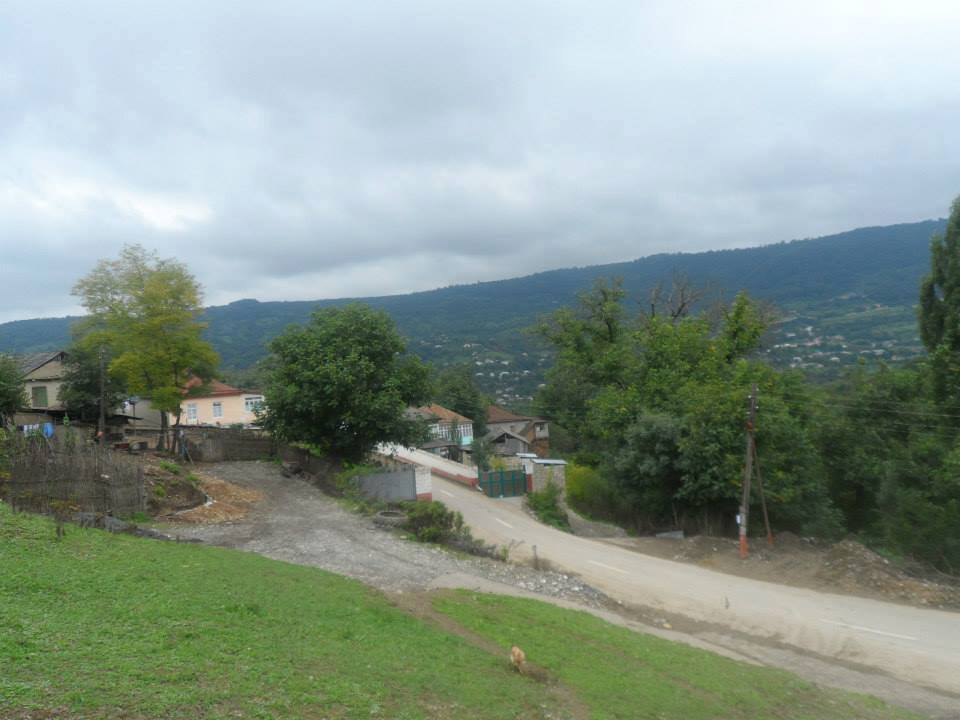
Вид на село Учгюн с преобладающим лезгинским населением в Губинском районе Азербайджана

Губинский диалект лезгинского языка входит в состав одноимённого наречия, которое распространено на части территории бывшего Губинского ханства: в пределах Гусарского, на севере Губинского, а также частично в Габалинском и Исмаиллинском районах, и местами в Хачмазском и Огузском районах районах Азербайджана. В Дагестане — в правом нижнем бассейне реки Самур. В литературе упоминаются диалект кубинский (города Губа) и кузунский. Лингвист Магомед Гаджиев опубликовал статью, в которой подчеркивал неоднородность этого наречия, условно подразделяя говоры губинского наречия на две основные группы: 1) группу говоров центральных/восточных пунктов и 2) группу говоров Кузундере и западной части Гусарского района. В губинском наречии лезгинского языка упомянутых Гаджиевым выделен ещё один диалект — кымыльско-кюснетский, охватывающий речь селений Кымыл, Кюснет и Учгюн Губинского района. Об этом диалекте он пишет, что «хотя их речь близка к Кубинскому диалекту, но имеет особое значение и требует специального изучения и описания».

## История изучения
Впервые на существование губинского диалекта в 1896 году указывал Пётр Услар. В 1929 году кавказовед Анатолий Генко, ознакомился с лезгинским населением Кубинского уезда и речью этого населения, писал: «Наряду с кюринским и ахтынским наречием лезгинского языка следует поставить и третье, занимание как бы промежуточное положение между двумя первыми, наречие Кубинское». Далее он отмечал фонетические особенности наречия, частично привлекая материал родственных лезгинскому языков. Сравнивая данные кубинского наречия с таковыми кюринского наречия, автор устанавливал ряд звуковых соответствий.

## Структура

### Фонетика
В губинском диалекте, в сравнении с другими диалектами лезгинского языка, представлены гласные:
- о: сос (невеста), морк (скирд), морф (дождь), ппоб (женщина), гов (олень), сох (зуб коренной).
- ө: хоьх (ядро ореха), хъоьхъ (щека), хөшхөш (мак).
- ə: əлгун (ходить), əлисын (сеять), əсидə (халва), сиркə (уксус).
- ы: вын (ты), тlык (капля), лацы (белый), зырзын (дрожать), мырк (лёд), рыш (девочка)[12].

Наблюдается также звукопереходы в словах, заимствованных из азербайджанского языка. В области гласных основным из звукопереходов являются:
- ə>a: qəm > гам (печаль), xərc > хардж (расход), lüğət > лугъат (словарь), bərabər > барабар (ровный), dərman > дарман (лекарство).
- ə>e: sərin > серин (прохладный), bəy > бег (бек), bərəkət > берекет (изобилие), vərdiş > вердиш (навык).
- ı>i: çıraq > чирагъ (светильник), qılınc > гилиндж (меч), qızıl > гизил (золото), sırğa > сиргъə (серьга).
- ı>u: pambıq > памбугъ (хлопок), aşıq > ашугъ (ашуг), yaylıq > яйлух (платок), yalqız > ялгъуз (одинокий), zalım > залум (жестокий).
- o>u: çoban > чубан (пастух), qoşun > гушун (армия), oğru > угъри (вор), orta > урта (середина), doğru > дугъри (верный).
- ö>ü: bölgü > буьлги (раздел), dövlət > дуьвлəт (государство), köçəri > куьчери (кочевой), ördək > уьрдек (утка)[13].

В области гласных встречаются и другие, менее распространённые, звукопереходы, например:
- e>i: yetim > йитим (сирота), hesab > гьисаб (счёт), bekar > пикар (бездельник).
- u>i: qutu > гути (коробка), oğru > угъри (вор), borclu > бурджли (должный)[13].
- u>ü: durna > дуьрне (журавль), zurna > зуьрне (зурна).
- ü>i: bülbül > билбил (соловей), ölçü > уьлчи (мерка).
- ü>u: düşmən > душман (враг), nümunə > нумуна (образец), hüquq > гьугуг (право)[14].

В отличие от этих переходов гласных, причиной адаптации ə>a, ə>e, ı>i, ı>u, o>u, ö>ü является то, что гласные ö, ı, o, e в губинском диалекте лезгинского языка в период проникновения азербайджанских слов отсутствовали. Эти звуки в губинских говорах лезгинского языка и губинских говорах азербайджанского языка встречаются сравнительно мало. В настоящее время их почти нет как в лезгинском литературном языке, так и в его говорах, распространенных на территории Дагестана. В области согласных были зафиксированы следующие наиболее характерные звукопереходы:
- y>g: düyü > дуьги (рис), göyərti > гуьгəрти (зелень), çiyin > чигин (плечо), bəy > бег (бек).
- q>x: yaylaq > яйлах (яйлаг), yataq > ятах (загон для скота), sarsaq > сарсах (безумный), badaq > бадах (буйволёнок).
- q>ğ: yasdıq > ясдугъ (подушка), tabaq > табагъ (лохань), başmaq > башмагъ (обувь)[14].

Помимо звукопереходов азербайджанские заимствованные слова характеризуются и другими фонетическими явлениями:
- Вставка звуков: əmr > əмир (приказ), qəbz > гəбиз (квитанция), əsir > йесир (плен), faiz > файиз (процент), zəif > зайиф (слабый), asan > гьасант (лёгкий).
- Выпадение звуков: xəzinə > хезне (клад), cərimə > джерме (штраф), peşiman > пашман (печальный).
- Ассимиляция: aydınlıq > айдиннугъ (ясность), savadlı > сувадди (грамотный), bərəkətli > берекетти (обильный), başcı > баччи (главарь).
- Диссимиляция: zərər > зəрел (вред), qərar > гарал (решение), əncir > инджил (инжир), xəncər > хинджел (кинжал)[15].
- Метатеза: qeyrət > гирйет (честь), külfət > куьфлет (семья), paltar > партал (одежда), damğa > дагъма (клеймо)[16].

### Морфология
Глагол в губинском диалекте, как и в лезгинском литературном языке, характеризуется категориями наклонения, времени, лица, а также он включает в свою систему особые формы, обладающие как глагольными, так и неглагольными категориями и признаками: масдар, причастие и деепричастие. В словах различных лексико-грамматических групп лезгинского языка (в том числе и в глаголах) в настоящее время прослеживаются отдельные следы (рудименты) классных согласований, что свидетельствует о наличии категории грамматических классов в прошлом. Например, наличии в прошлом в лезгинском языке классного согласования свидетельствуют лексемы губинского диалекта: цlурун > цlурцlун (таять), ругун > ургун (кипеть). Глагольные формы губинского диалекта по ряду особенностей своего образования и изменения отличают- ся от соответствующих глагольных форм литературного языка. Простые первообразные глаголы типа гун (дать), гъун (принести) и другие, в составе которых выделяются только суффикс масдара и корневая часть, по форме совпадают с глаголами литературного языка. Что же касается некоторых простых производных глаголов, то они отличаются от литературных слов своим звуковым оформлением, например: уьцlуьн > цlуьн (рушиться), жакьун > чIакьун (жевать), жузун > чузун (спросить), чlугун > чугун (тянуть), хутlунун > хутунун (снимать), асунун > усунун (белить). (ред.)
Глаголу-связке литературного языка тир (являлся) в губинском диалекте соответствует тий. Наиболее существенной морфологической особенностью диалекта является то, что здесь сложные глаголы, образованные от имен существительных, прилагательных или же от основ непереходных глаголов, а также от заимствованных из азербайджанского языка основ на -миш или -ламиш, а также глаголы, мотивирующей основой которых является форма второго лица повелительного наклонения, в форме масдара имеют суффикс -ин вместо литературного -ун: гьуьжэтгьун > гьаджэтгьин (спорить), гьуьрмэтгьун > гьуьрмэтгьин (уважать), ихтибарун > эхтибарин (доверять), сирнавун > сирнавин (плавать), пайун > пайин (делить), хъэлун > хъэлин (обижаться), азадун > азадин (освободить), гьазурун > гьазурин (готовить), зайифун > зайифин (ослабить), багъишун > пахчин (дарить), куьзун > куьзин (цедить), айрутгьмишун > айритгьмишин (разлучать). Исключение составляют в диалекте всего несколько слов, у которых форма масдара с суффиксом -ин функционирует параллельно с формой на -ун, например: гирнагъун > гирнагъин/гирнагъун (жевать жвачку (о животных)), кгьабабун > кгьабабин/кгьабабун (готовить шашлык), къалун > къалин/къалун (скандалить). Глаголы хъуьруьн (смеяться) и чуькьун (издать звук, подать голос) форму масдара в диалекте образуют посредством суффикса -уьн: хъуьрхъуьн, чуькьуьн. Таким образом, форма масдара в губинском диалекте образуется суффиксами -и , -у , -уь , являющимися вариантами одного суффикса, деформировавшегося в результате уподобления гласному корня. Исходным из них является -ун, восходящий к глаголу авун «делать». Как и в литературном языке, масдар в губинском диалекте склоняется в обоих числах, при этом в эргативе обоих чисел, а также в производных от него других падежных формах вместо литературного [у] суффик- сальному согласному [н] здесь предшествует гласный [и]:
|                    | Губинский диалект   | Губинский диалект  | Литературный язык   | Литературный язык |
| ------------------ | ------------------- | ------------------ | ------------------- | ----------------- |
| Единственное число | Множественное число | Единственное число | Множественное число |                   |
| Эргативный падеж   | агалини             | агалинри           | агалуни             | агалунри          |
| Родительный падеж  | агалинин            | агалинрин          | агалунин            | агалунрин         |
| Дательный падеж    | агалиниз            | агалинриз          | агалуниз            | агалунриз         |

В губинском диалекте различаются причастия настоящего, прошедшего и будущего времени. От первообразных глаголов причастия прошедшего времени в диалекте образуются с помощью суффикса -ай (-ий, -эй) вместо литературного -айи (-эйи), то есть в описываемом диалекте они имеют усеченную форму: гайи > гий (данный), гвэйи > гвэй (жатый), гъайи > гъий (принесённый), къайи > къий (охлаждённый), хайи > хий (рождённый, родившийся), хвэйи > хвэй (сбереженный), хъвайи > хъвай (выпитый), цайи > цай (посаженный, посеянный). Специфические особенности губинского диалекта морфологического порядка, отличающие его от других локальных единиц и от норм литературного языка, прослеживаются и в системе деепричастия. Основная особенность в корпусе деепричастий заключается в том, что вместо формы деепричастия настоящего времени литературного языка, образующейся от причастий будущего общего времени посредством суффикса -ла, в диалекте функционирует отсутствующая в литературном языке форма с аффиксом -ирла, например: акъуддаала > акъудирла (когда вытаскивал, вынимал), къарагъдаала > къарагъирла (когда вставал), кlвалахдаала > квалахирла (когда работал), кьабулдаала > кьабулирла (когда принимал). Иногда начальный компонент аффикса -ирла гласный [и] может выпасть (преимущественно в моносиллабических лексемах): къвэдаала > къвэрла (когда приходил), нэдаала > нэрла (когда ел), фидаала > фирла (когда шёл), хквэдаала > хуьквэрла (когда возвращался).
В структуре некоторых многосложных деепричастий прошедшего времени, образованных от каузативных глаголов, в диалекте отсутствует морфема -ур, наличный в литературном языке. Например: ракъураала > ракъаала (когда послал), чlугурла > чугаала (когда нарисовал). Морфологическая категория наклонения в губинском диалекте и в лезгинском языке в целом представлена системой шести наклонений: изъявительного, повелительного, вопросительного, условного, уступительного и предположительного. Ряд отличительных черт диалекта выявляется в образовании отдельных форм наклонений. Изъявительное наклонение, как правило, реализуется во временных формах, которые объединяются в три ряда: а) формы настоящего времени; б) формы прошедшего времени; в) формы будущего времени. В лезгинском языке представлена сложная система временных форм. Эта же система с некоторыми отклонениями фонетического и морфологического характера существует и в губинском диалекте. В диалекте форма давнопрошедшего простого времени, а также форма прошедшего несовершенного простого времени глагола оформляются аффиксом -ий вместо литературного -ай:
|                                      | Губинский диалект                | Литературный язык                 | Перевод                                                  |
| ------------------------------------ | -------------------------------- | --------------------------------- | -------------------------------------------------------- |
| Давнопрошедшее время                 | ацlаний, ганий, хъэлний, эцигний | ацlанай, ганай, хъэлнай, эцигнай  | «наполнился», «давал, дал», «обиделся», «клал, оставлял» |
| Прошедшее несовершенноепростое время | ийидий, нэдий, къвэдий, цlуьдий  | ийидай, нэдай, къвэдай, уьцlвэдай | «делал», «ел, кушал», «приходил», «разрушался»           |

В губинском диалекте от некоторых глаголов повелительное наклонение (императив) образуется иначе, чем в литературном языке. Так, в диалекте нет супплетивных словоформ алад, вачгь (иди) от глагола фи (идти), вместо них употребляется чур, например: чур квалахал (иди на работу) (лит. алад кlвалахал), чур мици дэрсиниз (иди на другой урок) (лит. вачгь муькгьуь тарсуниз/алад муькгьуь тарсуниз). Глагол къуркъурин (сушить) (лит. кьурурун) в говоре повелительное наклонение образует посредством аффикса -ар вместо литературного -ур: къуркъурар (суши) (лит. кьурур), например: ичгьарин ахтайар къуркъурар (яблоки суши) (лит. ичгьерин зурар кьурур). Условное наклонение глагола в диалекте имеет одинаковый с литературным языком показатель -тlа, который, в отличие от литературного языка, присоединяется к усеченной основе причастия прошедшего времени без гласного [и]: гайитlа > гийтlа (если даст), гъайитlа > гъийтlа (если принесёт), фэйитlа > фэйтlа (если пойдёт), хьайитlа > хьийтlа (если будет, станет, наступит). От глагола къун (остывать, охладиться) форма условного наклонения образуется аналитически в сочетании с вспомогательным глаголом хьун (быть, становиться): къайи хьийтlа (литературная синтетическая форма къайитlа). Интересное отличие губинского диалекта от литературного языка обнаруживается в том, что в глаголах прошедшего времени при образовании уступительного наклонения в диалекте гласный основы [а] переходит в [и]: гъанатlани > гъанитlани (хотя принес, привез), хьанатlани > хьанитlани (хотя стал, наступил), фэнатlани > фэнитlани (хотя пошел, поехал), цанатlани > цанитlани (хотя посеял). Иногда гласный [а] из основы глаголов уступительного наклонения выпадает, что вызывает сильное ослабление препозитивного согласного [н], например: хранатlани > хурхунтlани (хотя связал), хъуьрэнатlани > хъуьрхъуьнтlани (хотя посмеялся), дакlунатlани > тlакlунтlани (хотя надулся, опух), рганатlани > ургунтlани (хотя закипел). Глагол губинского диалекта расходится с литературным также в предположительном наклонении, а именно при оформлении отрицательной формы вместо форманта -чгь, употребляемого в литературном языке, в диалекте используется суффикс -ш, например: гучгь > гуш (не даст, не продаст), гъичгь > гъиш (не принесет, не привезет), къвэчгь > къвэш (не придет), лугьучгь > лугьуш (не скажет), асуничгь > эсуьниш (не побелит), жузачгь > чузаш (не спросит).
Среди словообразующих аффиксов лезгинского языка имеются заимствования из азербайджанского, широко распространенных в губинском диалекте, выделяются -чи (азерб. -çi, -çı, -çu, -çü), -лух (азерб. -lığ, -lik, -luq, -lük), -суз (азерб. -sız, -siz, -suz, -süz). Эти аффиксы присоединяются в говорах к корням не только азербайджанского происхождения, но и к исконно лезгинским словам, что свидетельствует о глубине и интенсивности контактов: далдам (бубен) > далдамчи (бубнист), чичlак (лук) > чичlаклух (луковое поле), сас (зуб) > сассуз (беззубый).

### Лексика
Основной словарный фонд губинских говоров составляют общелезгинские слова. Однако конкретно исторические условия, в которых развивались эти говоры, наложили определённый отпечаток и на их лексический состав. Одни слова утратили свои первичные значения, другие приобрели новые значения, третьи вышли из употребления и так далее. Одним из основных лексических особенностей губинских говоров лезгинского языка является наличие в них значительного количества азербайджанских элементов, а губинские говоры азербайджанского языка отличаются от других говоров заметным преобладанием лексических единиц лезгинского происхождения. Наряду с этим был установлен также лексический пласт, общий для губинских говоров азербайджанского и лезгинского языков.

#### Слова терминологического характера
1) Фрукты: джирхеджи (сорт яблока), испик (сорт груши), джирнедири (сорт груши), ширвандж тут (ширванская шелковица); 2) огородные культуры: йимиш (фрукт, дыня), габах (тыква); 3) молочные продукты: ахтарма (вид сыра), булама (молоко, смешанное с молозивом), гиимах (густые сливки), делеме (неокрепший сыр); 4) названия животных: дуьге (нетель) бугъа (бугай), пеленг (тигр), джанавур (волк); 5) названия птиц: газ (гусь), уьрдек (утка), билбил (соловей), сигъирчин (скворец); 6) названия растений: сармашых (вьюнок), йунджа (клевер); 7) названия домашней утвари: ясдух (подушка), халиче (ковёр), гимекеш (секач), хурчар (переметная сума); 8) названия построек и их частей: чардах (чердак), газма (землянка), керпич (кирпич), дам (крыша); 9) наименования профессий: демирчи (кузнец), зуьрнечи (играющий на зурне), ашбаз (повар), дуьлгер (плотник); 10) названия металлов: гизил (золото), гургушун (свинец), гуьмуьш (серебро), мис (медь); 11) названия музыкальных инструментов: зуьрне (зурна), тар (тар), дафт (бубен); 12) термины родства: дайи (дядя по матери), эми (дядя по отцу); 13) названия частей тела: билек (запястье), дирсек (локоть), чана (подбородок); 14) названия болезней: зуькем (насморк), гиздирме (малярия), сителджам (воспаление); 15) названия пищи: гииганах (яичница), гувурма (говурма), дулма (долма); 16) названия сладостей: гəнт (сахар), тишаб (тутовый сироп), мирабба (варенье).

#### Слова неносящие терминологического характера
| Азербайджанский язык | Губинский диалект | Лезгинский язык | Перевод        |
| -------------------- | ----------------- | --------------- | -------------- |
| iskənə               | əскəнə            | руцlугул        | зубило         |
| daraq                | дарах             | регъ            | расческа       |
| dərya                | дирйе             | гьуьл           | море           |
| zindan               | зиндан            | кlавузар        | наковальня     |
| koramal              | курамал           | руьц            | уж             |
| bostançı             | бустанчи          | саларбан        | огородник      |
| ovçu                 | овчи              | гъуьурчехъан    | охотник        |
| dəyirmançı           | дегирманчи        | регъуьхбан      | мельник        |
| ilxıçı               | илхичи            | рамагбан        | табунщик       |
| tısbağa              | тисбагъа          | хъалхъас къиб   | черепаха       |
| dəmirçi              | демирчи           | чатун устlар    | кузнец         |
| qayınana             | гийинана          | иран диде       | теща, свекровь |

1) Прилагательные: гешенк (прекрасный), гуьгчек (красивый), ала (алый), буз (серый), утанджах (стеснительный), гузбел (горбатый), яшли (пожилой); 2) числительные: əлли (50), биринджи (первый) уьчуьнджи (третий), алтынджи (шестой), игирминджи (двадцатый); 3) местоимения: пуьтуьн (все), кимсе (кто-то), бензи (некоторый), гьəр кес (каждый); 4) глаголы: беземишын (украсить), газалмишын (заработать), ахтармишын (искать), динлемишын (слушать), аннамишын (догадаться), суьйлемишын (сказать), тикрарламишын (повторять), диндирмишын (допрашивать), уьтуьрмишын (провожать), дартмишын (потянуть), гезеблендирмишын (злить), гьевеслендирмишын (заповедать), утандырмишын (смущать, стеснять), аджугъландырмишын (сердить); 5) наречия: йуваш (медленно), сакит (тихо), яман (дурно), ашкар-айдун (ясно), гедж (поздно), баях (прежде), гьемше (всегда), гьерденбир (иногда); 6) союзы: анджах (только), амма (однако, но), ки (чтобы), гуьйа (как будто), лап (очень), гьетта (даже), ялныз (только, лишь), текдже (единственно), бес (а), егер (если), бали (да); 7) синонимы: зуьгем/тимав (грипп), шерик/уртагъ (компаньон), əлуьстуь/бирден (вдруг, внезапно), алабахта (витютень), сийигъ (каша), чай (река); 8) антонимы: джуван (молодой), бейин (мозг), ичмек (пить), бурахмишын (пускать).